# Moncton and Buctouche Railway
Die Moncton and Buctouche Railway war eine Eisenbahngesellschaft in der kanadischen Provinz New Brunswick. Sie wurde 1883 zunächst als Buctouche and Moncton Railway gegründet und baute eine 48,18 Kilometer lange Bahnstrecke, die in Buctouche Junction östlich von Moncton von der Intercolonial Railway abzweigte und nach Norden bis Buctouche führte. Die Strecke wurde am 1. September 1887 eröffnet und im darauffolgenden Jahr bis nach Moncton hinein verlängert, wobei sie in Buctouche Junction die Intercolonial kreuzte. Die Bahn hatte mit wirtschaftlichen Problemen zu kämpfen und wurde Ende 1894 zwangsversteigert. 
Die Moncton and Buctouche Railway erwarb die Bahn und betrieb sie ab Dezember 1895 weiter, bis sie am 10. August 1914 durch die kanadische Regierung gekauft und in die Canadian Government Railways (CGR), die staatliche Bahngesellschaft Kanadas, eingegliedert wurde. Noch im gleichen Jahr wurde die Gleiskreuzung Buctouche Junction aufgegeben und der Abschnitt bis Moncton wurde an ein örtliches Straßenbahnunternehmen verkauft, das die Strecke weiterbenutzte. Die Canadian National Railway, die 1918 aus der CGR hervorgegangen war, legte die Strecke nach Buctouche bis auf ein kurzes Streckenstück zur Anbindung eines Industriegebiets am 1. Januar 1965 still.